# Sanna (Skotsko)
Sanna (skotskou gaelštinou Sanna) je vesnice ležící na západním cípu skotského poloostrova Ardnamurchan v Lochaberu na Vysočině. Jedná se o jedno z nejzápadnějších obydlených míst na území Velké Británie. Je tvořena několika domy a poli u břehů tvořených nedotčenými písečnými plážemi.